# Оразов, Дерягелди Нурыевич
Дерягелди Нурыевич Оразов (туркм. Orazow Derýageldi Nuryýewiç; род. 1962, Ашхабад) — туркменский политический деятель, бывший заместитель Председателя Кабинета Министров Туркменистана — по строительству, заместитель Председателя Национального олимпийского комитета Туркменистана, президент Футбольной ассоциации Туркменистана. Был в должности хякима Ашхабада (2007—2008).

## Биография
Родился в 1962 году в городе Ашхабаде.
Имеет два высших образования. В 1983 году окончил Туркменский институт народного хозяйства, в 1996 году — Туркменский государственный университет имени Махтумкули. По специальности — бухгалтер-экономист, правовед. С 2004 по 2007 годы работал хякимом Копетдагского этрапа города Ашхабада. В 2007 году был назначен председателем Государственного комитета по туризму и спорту Туркменистана, а затем — хякимом города Ашхабада.
На должность заместителя председателя правительства назначен 15 августа 2008 года, одновременно был заместителем Председателя Национального олимпийского комитета Туркменистана, президентом Футбольной ассоциации Туркменистана.
21 февраля 2012 года лишился своего поста в новом правительстве, президент Туркменистана Гурбангулы Бердымухамедов отметил, что его опыт целесообразно использовать при строительстве нового города Абадан.

## Награды
- Медаль «20 лет Независимости Туркменистана»[4]